# Jessie Tarbox Beals
Jessie Tarbox Beals, född 23 december 1870 i Hamilton i Ontario, Kanada, död 30 maj 1942 i New York, var en amerikansk fotograf.
Hon var den första kvinnliga bildjournalisten att bli publicerad i USA och den första amerikanska kvinnliga nattfotografen. Hon blev känd för sina frilansreportage från bland annat världsutställningen i Saint Louis 1904 och skildringar från det bohemiska Greenwich Village.